# Jindřich Andrial
Jindřich Andrial (* 2. Juli 1888 in Chrudim, Böhmen; † 11. Oktober 1959 in Wien) war ein tschechoslowakischer Diplomat.

## Leben
Er war der Sohn des Kaufmanns Josef Andrial und dessen Ehefrau Marie Klausová. Nach dem Besuch des Humanistischen Gymnasiums in Žižkov studierte er Rechtswissenschaften an der Universität Prag. Dort promovierte er im Jahre 1912 zum Dr. jur. und legte im Anschluss in Wien die Richteramtsprüfung für Militärrichter ab. Im gleichen Jahr trat Andrial in die Österreichisch-ungarische k. und k. Armee ein, in der er bis zum Offizier aufstieg und u. a. Dolmetscherdienste für die Verständigung mit den ausländischen Kriegsgefangenen leistete. Anfang 1919 kehrte er nach Prag in die neugegründete Tschechoslowakei zurück, wo er zunächst kurze Zeit im Maschinenbau tätig war, bevor er im Juni 1919 in den Diplomatischen Dienst der jungen Tschechoslowakei eintrat und in Belgrad in Jugoslawien eingesetzt wurde. Nach zweijähriger Unterbrechung von 1926 bis 1928, während der er als Leiter der Abteilung der nationalen Wirtschaftssektionen des Ministeriums für Auswärtige Angelegenheiten in Prag arbeitete, ging Anrial Anfang 1929 wieder für ein Jahr nach Jugoslawien zurück. Dann war er im Deutschen Reich als Generalkonsul für die Tschechoslowakei in Frankfurt am Main und Berlin tätig und trug den Titel eines Ministerialrats. Nach der Bildung des Protektorats Böhmen und Mähren wechselte er im März 1939 in den Dienste des Innenministeriums des Protektorats in Prag.
Ende April 1945 wurde er durch Karl Hermann Frank, deutscher Staatsminister im Protektorat Böhmen und Mähren, mit anderen politischen Gefangenen im Schlösschen Jenerálka bei Prag inhaftiert. Am 7. Mai 1945 wurden die Häftlinge von der Roten Armee befreit.
Nach dem Ende des Zweiten Weltkriegs trat Jindřich Andrial erneut in den diplomatischen Dienst der Tschechoslowakei ein und wurde 1946 Gesandter in der Schweiz. 1948 verließ er den Diplomatischen Dienst und blieb als Dissident in Bern, wo er u. a. tschechoslowakischen Emigranten half. Er war Mitarbeiter des Radiosenders Freies Europa und unterstützte ab 1957 bis zu seinem Tod Flüchtlinge aus der Tschechoslowakei in Wien.